# Joseph Kanz
Joseph Kanz (* 17. August 1949 in Geiselhöring) ist ein deutscher Dirigent, Komponist und Musikarrangeur.
Joseph Kanz entstammt über die mütterliche Linie aus einer österreichischen Militärmusikerfamilie. Er absolvierte ein Musikstudium am Richard-Strauss-Konservatorium in München. Anschließend war er verschiedenenorts als Instrumentalmusiker und Chorsänger aktiv. Zunächst wirkte er 1977 als Souffleur an der Bayerischen Staatsoper in München. Von 1978 bis 1984 war er Mitglied im Chor des Bayerischen Rundfunks und von 1984 bis 1994 leitete er das Hessische Polizeiorchester in Wiesbaden als Kapellmeister.
Kanz wirkte daneben auch als Arrangeur und Komponist sowie als Musikforscher, in erster Linie zu Anton Bruckner. Er ist als einer der Herausgeber an der Edition der neuen Anton Bruckner Urtext Gesamtausgabe beteiligt.